# Procópio Cardoso
Procópio Cardoso Neto, noto semplicemente come Procópio Cardoso (Salinas, 21 marzo 1939), è un allenatore di calcio ed ex calciatore brasiliano, di ruolo difensore.

## Caratteristiche tecniche
Giocava come difensore centrale e libero.

## Carriera

### Club
Ha giocato come difensore in trentuno partite del campionato brasiliano di calcio con la maglia del Cruzeiro. Prima dell'istituzione del Campeonato Brasileiro Série A aveva giocato in diversi altri club come Atlético Mineiro, San Paolo, Fluminense e Palmeiras.

### Nazionale
Ha giocato dieci partite per il Brasile.

### Allenatore
Allenò il Cruzeiro pochi anni dopo il suo ritiro dall'attività agonistica, nel 1977, ma fu con l'Atlético Mineiro che ottenne i migliori risultati, portando il club alla finale del III Copa Brasil, persa contro il San Paolo; nel 1981 ebbe la sua prima esperienza all'estero, più precisamente negli Emirati Arabi Uniti, con l'Al-Arabi; in Asia trascorse diversi anni della sua carriera, tra cui due alla guida della Nazionale di calcio del Qatar; quella fu però la sua unica esperienza alla guida di una rappresentativa nazionale. Nel 2005 ha chiuso la carriera da allenatore con il Bahia di Salvador.

## Palmarès

### Giocatore

#### Competizioni statali
- Campionato Mineiro: 11

Cruzeiro: 1959, 1960, 1961, 1966, 1967, 1968, 1969, 1972, 1973
Atlético-MG: 1962, 1963
- Campionato Carioca: 1

Fluminense: 1964

#### Competizioni nazionali
- Torneo Rio-San Paolo: 1

Palmeiras: 1965
- Taça Brasil: 1

Cruzeiro: 1966

### Allenatore

#### Competizioni statali
- Campionato Mineiro: 3

Atlético-MG: 1978, 1979, 1980

#### Competizioni internazionali
- Coppa CONMEBOL: 1

Atlético-MG: 1992